# راديو بي بي سي 1

الشعار السابق لراديو بي بي سي 1

راديو بي بي سي 1 (بالإنجليزية: BBC Radio 1)‏ هي محطة إذاعة راديو تابعة لهيئة الإذاعة البريطانية (بي بي سي)، هي إذاعة خاصة بالموسيقى وأخبارها ل24 ساعة وقد تم تأسيسها في سنة 1967، يتم بث هذه الإذاعة في تردد 97.6 و99.7 في المملكة المتحدة.